# デビッド・ヒース
デビッド・ヒース（David William Heath、1969年2月16日 - ）は、アメリカ合衆国のプロレスラー。フロリダ州タンパ出身。
ギャングレル（Gangrel、日本では「ガングリル」「ギャングリル」「ガングレル」と表記される場合もある）、バンパイア・ウォリアー（The Vampire Warrior）などのリングネームで知られる。
元妻は往年の名レスラー、ブッチャー・バション（マッドドッグ・バションの実弟）の娘であるルナ・バション。

## 来歴
ボリス・マレンコのトレーニングを受け、1988年にデビュー。地元フロリダのインディー団体を経てカナダ・カルガリーのスタンピード・レスリングに参戦し、トム・ナッシュとの覆面タッグチーム、ザ・ブラックハーツ（The Blackhearts）を結成。ナッシュはアポカリプス、ヒース自身はデストラクションを名乗り、黒装束に白い仮面、その下には顔全体が隠された黒覆面という、『オペラ座の怪人』をイメージした怪奇派タッグとしてセンセーショナルな存在となる。
1991年2月にはブラックハーツとして全日本プロレスに初来日。来日前に専門誌で特集が組まれるなど前人気は上々だったが、キャリア不足もあって試合では活躍を果たせなかった。同年9月の再来日ではダグ・ファーナス&ダニー・クロファットのカンナム・エクスプレスが保持するアジアタッグ王座に挑戦。後楽園ホールでスタン・ハンセン&ダニー・スパイビーとも対戦している。
その後ブラックハーツを脱退して素顔になり、1993年にメンフィスのUSWAで吸血鬼ギミックのバンパイア・ウォリアーに変身。後に妻となるルナ・バションをマネージャーに従え、ジェフ・ジャレットからUSWA南部ヘビー級王座を奪取した。1994年にはIWAジャパンに来日し、1995年はECWに登場してトミー・ドリーマーと抗争。その後フロリダに戻り、アゴニーことバリー・ヒューストンとブラックハーツを再編、1997年にルナを帯同してIWAジャパンに再来日した（1996年にも、トム・ナッシュとのオリジナル版ブラックハーツを再結成してIWAジャパンに参戦している）。

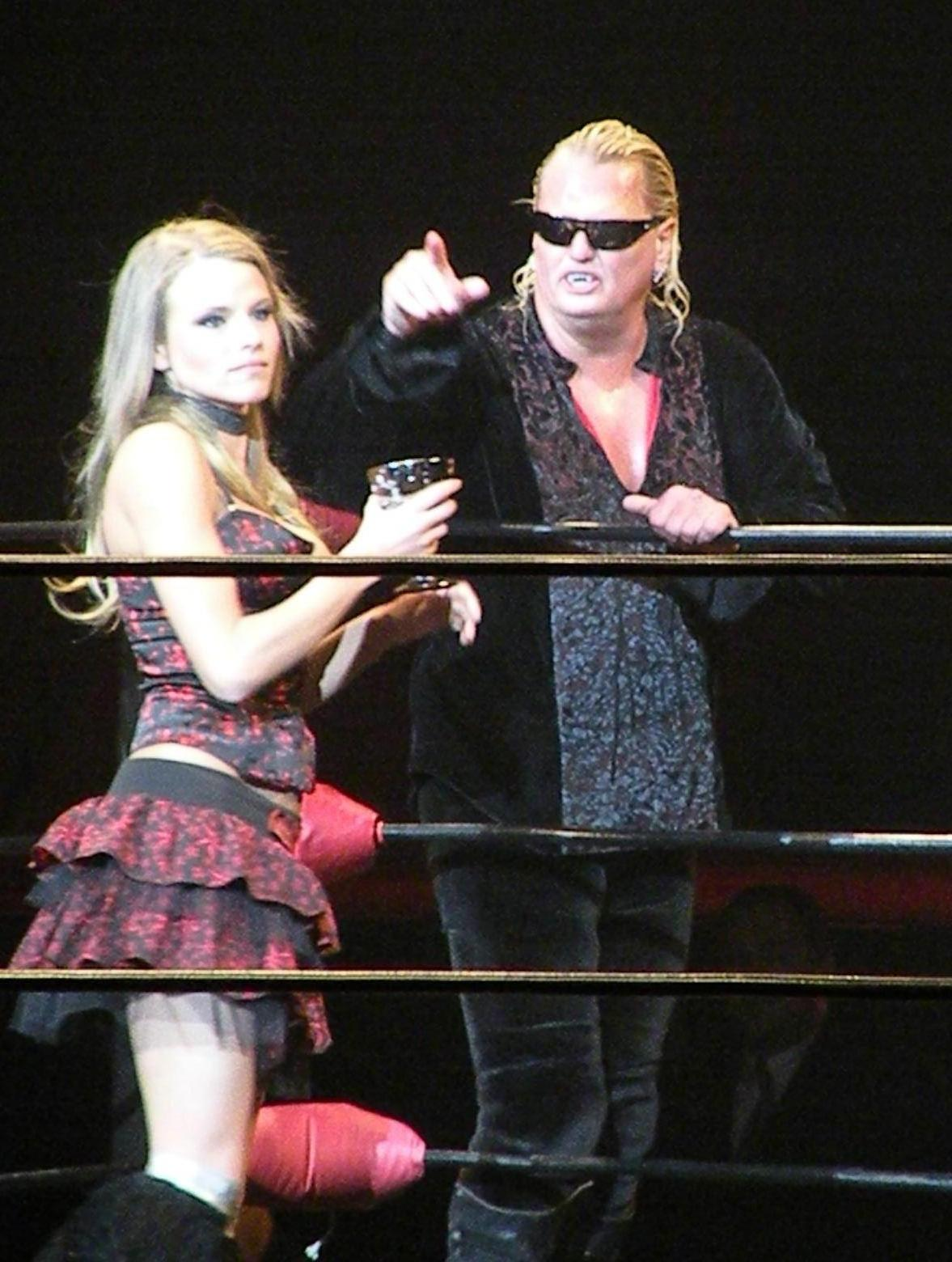
2009年

1998年8月、吸血鬼ギミックはそのままに、ギャングレルのリングネームでWWF（現・WWE）に登場。血（を模した液体）の入ったゴブレットを手に炎の中から登場し、その血をリングインの際に口に含んで噴射させる入場パフォーマンスでヒール人気を呼ぶ。同年11月よりエッジ、クリスチャンとゴシック系ユニットのザ・ブルード（The Brood）を結成。後にこの3人はジ・アンダーテイカー率いる「ミニストリー・オブ・ダークネス」の一員となった。エッジ&クリスチャンと別れた後は、彼らと反目していたハーディー・ボーイズを仲間に引き入れニュー・ブルードを組むが短命に終わる。以降は『ヒート』など前座番組のポジションに甘んじ、体重増加の問題もあって2001年8月にWWFを解雇された。
インディー団体を転戦した後、2004年にWWEと再契約を交わす。9月16日のスマックダウンではミニストリー時代の盟友ヴィセラと共にアンダーテイカーとジョン・ブラッドショー・レイフィールドの番外戦に乱入、かつての主君アンダーテイカーを襲撃した。翌週にはヴィセラとのコンビでアンダーテイカーとのハンディキャップ・マッチが組まれるが敗退。以降は出演機会を与えられずにフェードアウトした。
2005年3月よりWWEの下部組織OVWに登場し、その後WWEにも登場予定だったが7月5日に解雇。2006年、WWE内の第3ブランドとして復活したECWに出演予定で再々契約を交わすも、このときも一度も番組に登場することなく2007年に契約を解除された。その後、同年12月10日に行われたRAW15周年記念大会の15人参加バトルロイヤルに出場している。
以降は居住地のカリフォルニアを拠点に、西海岸や深南部のインディー団体で活動。イギリスのオールスター・プロモーションズなどヨーロッパにも頻繁に遠征した。2009年11月にはハルク・ホーガンがオーストラリアにて開催したイベントであるハルカマニアに参戦。2010年8月13日にはJCWに登場し、PPVの "Legends & Loonies" にてケビン・ソーンと吸血鬼タッグを結成して試合を行った。2014年6月14日、トミー・ドリーマーが主宰するHOH（House Of Hardcore）に参戦。マット・ストライカーと組んでリキシ&Xパックと対戦。最後にストライカーがリキシからバンザイドロップを決められ敗退した。

## 追記
- 彼の妻だったルナ・バションは、もともとはブラックハーツの相方トム・ナッシュと結婚していた[15][16]。バションはナッシュと別れた後、ヒースと1994年に再婚し2児をもうけたが、2006年に離婚している[17]。
- 近年はアノアイ・ファミリーのリキシとブラック・パールがカリフォルニアにて主宰するKPA（KnokX Pro Academy）のトレーナーを兼任しながらレスラー活動を続けている[18]。

## 得意技
- インペイラー
- コーク・スクリュー・エルボー
- ブラッド・スピット
- ダブルアーム・トラップ・スープレックス

## 入場曲
- Brood